# Gilles Germain Richard de Ruffey
Gilles Germain Richard de Ruffey (10 octobre 1706 - 18 septembre 1794), fut seigneur de Ruffey sous Beaune, de Vesvrotte, de Trouhans, du Martray et de Crilloire (en Anjou). Il fut aussi président de la chambre des comptes de Bourgogne et de l'Académie de Dijon.

## Biographie

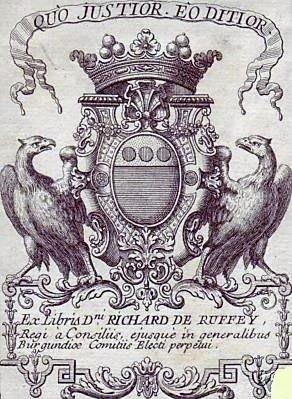
Armes des Richard de Ruffey

Né le 10 octobre 1706 dans une vieille famille noble de Bourgogne, Gilles Germain Richard de Ruffey épouse Anne Claude de La Forest le 5 mai 1739. Le couple a 12 enfants dont :
- Marie-Victoire (1748-1796), chanoinesse du prieuré Saint-Martin de Salles-en-Beaujolais
- Frédéric Henry (1750-1794)
- Marie Thérèse Sophie (1754-1789), maîtresse de Mirabeau
- Charles Richard de Vesvrotte (1757-1840), 1er comte de Vesvrotte

Président à la chambre des comptes de Bourgogne de 1735 à 1757 à la suite de son père, élu aux États de Bourgogne (1730), Richard de Ruffey passe surtout pour être un homme de lettres et de culture, possédant une riche bibliothèque très complète dont il dresse le catalogue, mais aussi un cabinet d'histoire naturelle et un médaillier.
Reçu en 1759 à une place d'académicien honoraire à l'Académie des Sciences de Dijon, il en est nommé vice-président en 1762. Cependant, il doit démissionner en 1770 à la suite d'une cabale. Il entretient une correspondance avec Voltaire dont il se dit proche, Charles de Brosses et surtout Buffon, un ami d'enfance. Il compose plusieurs poèmes et ouvrages, parmi lesquels L'Histoire secrète de l'Académie, recueil cruel de pensées et d'anecdotes, sinon inventées, du moins exagérées, sur ses contemporains, et dans lesquels il se présente, à la troisième personne, comme le bienfaiteur unique de l'institution académique[réf. nécessaire].
Il finance à ses frais le développement de l'Académie en lui offrant un jardin botanique, en enrichissant sa collection de médailles et d'ouvrages, avant d'être finalement « dépassé », vers 1770, par une nouvelle génération de savants (Guyton de Morveau, Maret...) qui donne à cette assemblée un côté plus « scientifique ». Ces derniers finissent par l'évincer de la compagnie. Il n'y fait son retour qu'en 1787, à la suite de graves querelles.
Aveugle et sourd à la fin de sa vie, il meurt le 18 septembre 1794, cinq ans après le suicide de sa fille et quelques mois après la mort sur l'échafaud de son fils Frédéric-Henri.

## Armes et devise
- Armes : D'azur au chef cousu d'or, chargé de trois tourteaux de gueules.
- Devise : « Quo justior eo ditior »

## Sources
- Renée Paquet et Michel Paquet, La seigneurie de Montfort en Auxois au fil des siècles, Montigny-Montfort, Edition JC Dan Partners, 3e édition, mai 2004, 158 p. (ISBN 978-2-9515440-0-0 et 2-9515440-0-6)